# Francesco Cetti
Francesco Cetti (Mannheim, 9 augustus 1726 – Sassari, 20 november 1778) was een Italiaanse rooms-katholieke priester, natuuronderzoeker (vooral zoöloog) en wiskundige.

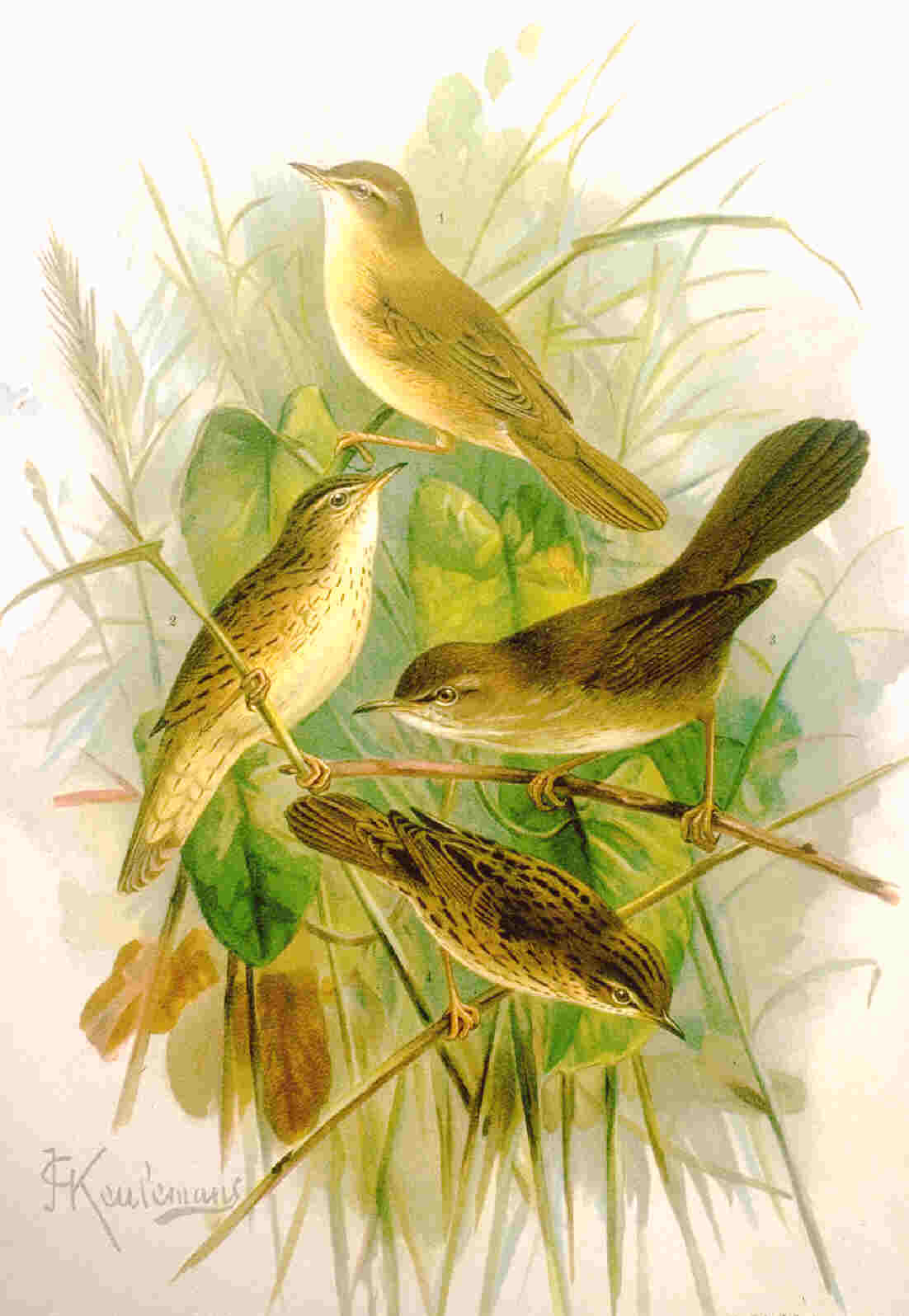
Cetti's zanger (Illustratie van John Gerrard Keulemans).

Cetti werd geboren in Mannheim in de Palts (Duitsland). Zijn ouders echter waren afkomstig uit Como (regio Lombardije). Hij werd opgeleid aan een Jezuïetencollege te Monza (Lombardije). In 1765 werd hij naar Sardinië gestuurd om daar het onderwijsniveau op het eiland te verhogen. In 1766 werd hij benoemd op de leerstoel met de leeropdracht wiskunde aan de universiteit van Sassari. Hij bekleedde deze leerstoel tot aan zijn dood.
Cetti zwierf vaak rond in de omgeving van Sassari waarbij hij zoogdieren, vogels, vissen, insecten en fossielen onderzocht en verzamelde. Zijn ontdekkingen en vondsten legde hij vast in de Storia Naturale di Sardegna (de natuurlijke historie van Sardinië) (1774–7), een werk bestaande uit vier delen.
Als eerbetoon aan Cetti noemde Coenraad Jacob Temminck in 1820 een door hem beschreven kleine zangvogel Sylvia cetti, de Cetti's zanger. Deze Cetti's zanger heet anno 2012 Cettia cetti en behoort tot een familie die ook naar Cetti is vernoemd, de Cettiidae.
- Bibliothèque nationale de France: cb10389325p (data)
- Gemeinsame Normdatei: 130617407
- International Standard Name Identifier: 0000 0001 1748 3051
- Library of Congress Control Number: nb2007021694
- Istituto Centrale per il Catalogo Unico: LIAV026397
- Système universitaire de documentation: 11318686X
- Virtual International Authority File: 101149066353165600597